# Iomega Jaz

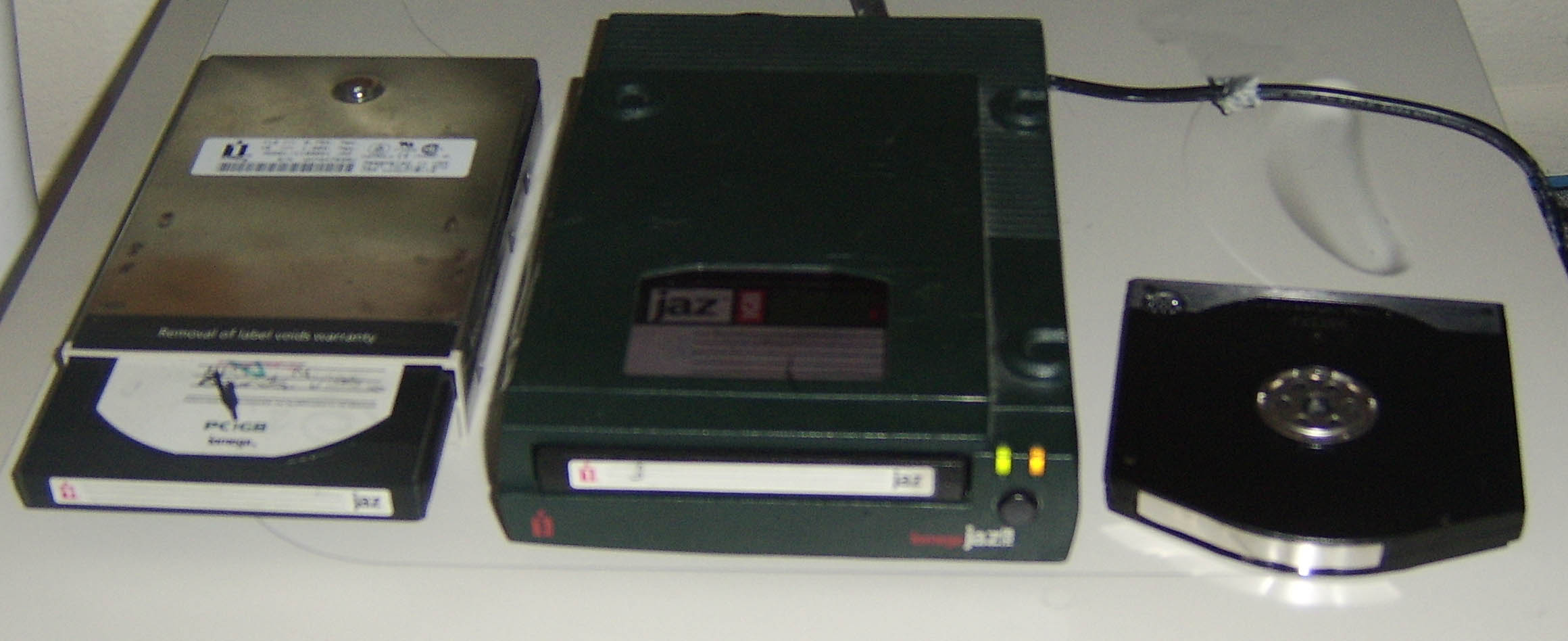
Unitats interna i externa d'Iomega Jaz 1 GB amb consumible

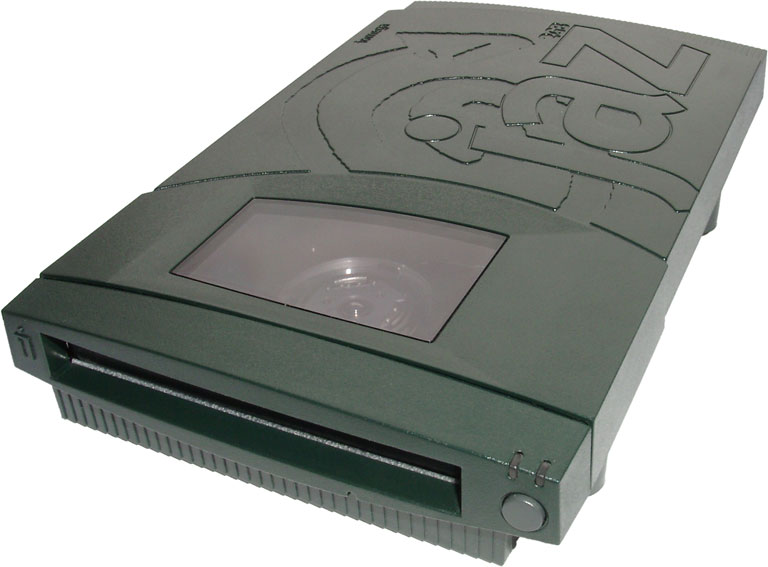
Unitat externa de 2 GB

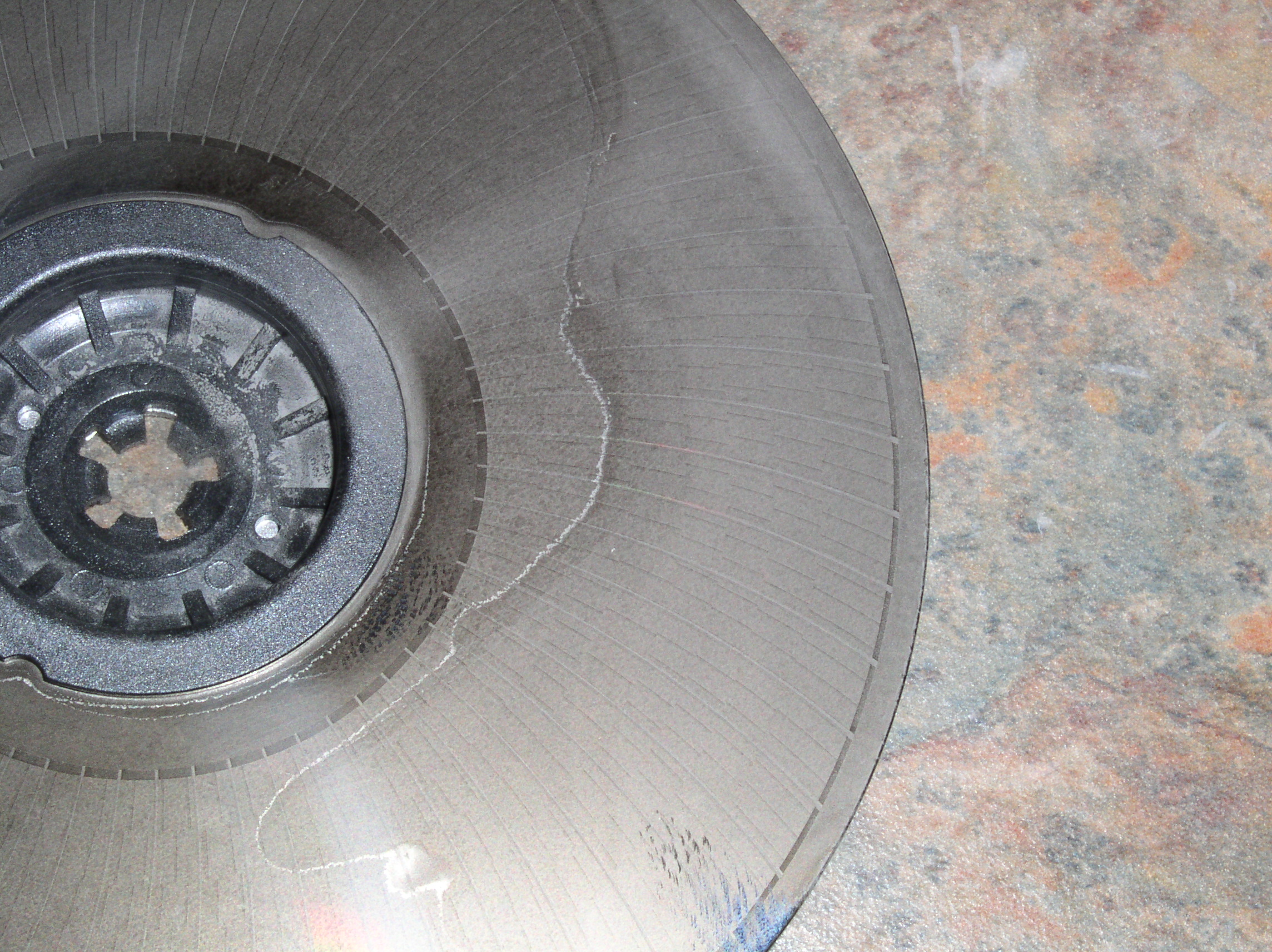
Disc intern d'un Iomega Jaz 1 GB amb Magview - les pistes magnètiques són clarament visibles.

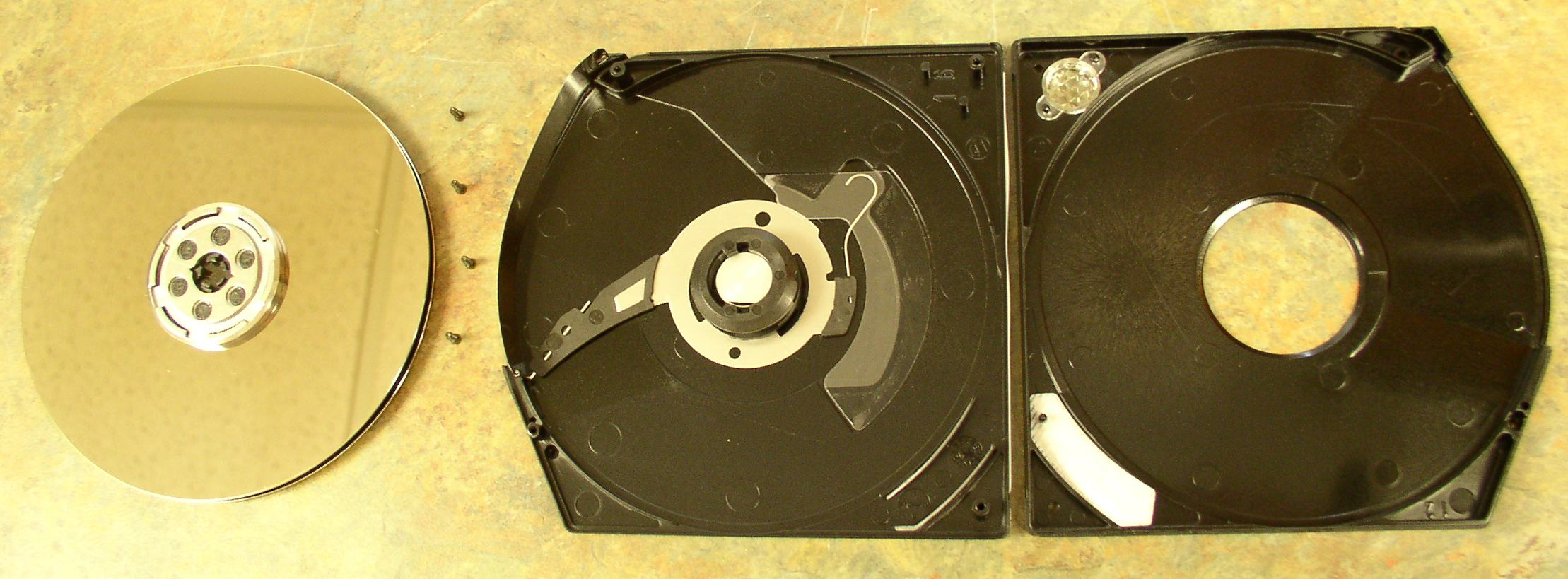
Cartutx Iomega Jaz desmuntat.

La Iomega Jaz  és un sistema d'emmagatzematge massiu removible creat per Iomega i llançat inicialment en 1997. En l'actualitat ha estat descatalogat, encara que la seva tecnologia s'usa en les unitats Iomega REV
Hi ha dues versions de la unitat, la inicial amb una capacitat d'1 GB, i una versió revisada amb una capacitat de 2 GB. En ambdós casos són un augment significatiu sobre el producte estrella de Iomega, la Iomega Zip, en aquells amb una capacitat de 100 MB. A diferència d'aquest últim, que utilitza una variant de la tecnologia del disquet, la Jaz utilitza tecnologia de disc dur. Essencialment consta de dos plats de disc en un cartutx removible, amb el motor i els caps magnètiques en la unitat lectograbadora. En introduir el cartutx es retirava la protecció metàl·lica per on accedien els caps.
Utilitza una interfície SCSI i es comercialitza com a unitat interna de 3,5 polzades (de sèrie ve amb un adaptador a 5,25) o com a unitat externa (8,0 x 5,33 x 1,5 polzada si 2 lliures de pes). Iomega comercialitzar a més diversos productes complementaris:
- Iomega Jaz Traveller  adaptador de SCSI a port paral·lel, pensat principalment per al seu ús amb un ordinador portàtil
- Iomega Jaz Jet PCI  targeta controladora Ultra SCSI per bus PCI, amb l'avantatge que pot usar-se en un PC o un Mac sense problemes de drivers.
- Iomega Jaz Jet ISA  targeta controladora Fast SCSI per bus ISA
- Iomega Jaz Card PCMCIA  targeta PCMCIA Tipus II controladora SCSI
- Iomega Jaz USB  cable adaptador USB a SCSI
- Amb posterioritat, llançarà cables adaptadors SCSI-USB i SCSI-FireWire

Les xifres de la Jaz senzillament gairebé no poden distingir de les d'un disc dur estàndard de l'època, a causa de la tecnologia emprada. Disposa internament d'una memòria cau de 215 KB per a lectura/escriptura, els temps de recerca són de 10 ms per a lectura, 12 ms per escriptura i entre 15,5 i 17,5 ms per a accés. La transferència de dades és:
- Màxima sostinguda: 8,7 MB/segon
- Normal sostinguda: 7,35 MB/segon
- Mínima sostinguda: 3,4-8,7 MB/segon
- Mode burst: 20MB/s

No obstant això la Jaz mai obté la penetració en el mercat ni l'èxit de la ZIP. A això contribueix l'alt preu inicial (és més barat comprar un disc dur d'igual capacitat que la unitat+consumible, i només s'obté avantatge quan parlem de 3 o més cartutxos), la caiguda dels preus de consumibles i lectogravadores CD -R i CD-RW i l'escalada de capacitat i velocitat dels discs IDE. Només ofereix atractiu per al mercat empresarial, principalment per a còpies de seguretat i clonat de servidors, però al pujar la capacitat dels discs durs acaben relegats d'aquest mercat.